# Pangasianodon hypophthalmus
Espèce
Synonymes
- Pangasius hypophthalmus (Sauvage, 1878)
- Pangasius sutchi (Fowler, 1937)

Pangasianodon hypophthalmus (anciennement Pangasius hypophthalmus ou Pangasius sutchi) est une espèce de poissons de la famille des Pangasiidae. Il est généralement commercialisé sous le nom de panga en Europe, mais ce terme peut aussi désigner d'autres espèces.
Bien qu'il soit parfois appelé « requin siamois » (et en anglais «iridescent shark», requin iridescent), il n'est pas apparenté aux requins mais aux siluriformes (poissons-chats).
Il vit naturellement en Asie du Sud-Est, dans le bassin du Mékong ainsi que dans le bassin de la rivière Chao Phraya. Il est maintenant largement élevé en piscicultures, y compris dans d'autres bassins fluviaux.
C’est un grand poisson (jusqu'à 1,30 m et 44 kg à l'état libre dans son milieu naturel), migrateur, omnivore capable de trouver sa nourriture dans les eaux turbides des grands fleuves mais aussi dans les zones inondées. Il s’y nourrit de poissons, de crustacés et de débris végétaux. En pisciculture, il est commercialisé lorsque son poids atteint 900 g à 1,5 kg correspondant à une taille de 35 à 55 cm environ. Une grande partie de son poids est comprise dans sa carapace céphalique propre aux poissons de l'ordre des Siluriformes.
Parfois vendu comme poisson d’aquarium, il fait maintenant l’objet d’une importante aquaculture commerciale en Asie du Sud-Est.
Il est notamment devenu l'une des plus importantes espèces aquicoles en Thaïlande.

## Dénominations
Il est pêché et vendu sous de nombreux noms :
- « Iridescent shark-catfish » pour les anglo-saxons
- Striped catfish » remplace l'ancien nom « Sutchi catfish » pour la FAO
- Il est maintenant légalement obligatoirement nommé « Swai » aux États-Unis pour ne plus être confondu avec des poissons-chats locaux.
- « Haimonni » en Finlande
- « Haiwels » en Allemagne
- « Hajmal » en Suède
- « Sutchi-hajmalle » pour les danois
- « Cá Tra » ou « Cá Tra yêu » au Vietnam
- « Pa sooai », « Pa sooai khaeo » ou « Pa souay kheo » au Laos
- « Pla sawai » en Thaïlande, ,
- « Trey pra » (ត្រីប្រា) au Cambodge
- Patin siam ou lele bangkok en Indonésie,
- « Thailand catfish » à Taïwan

On l'appelle aussi souvent « panga », ce qui ne permet pas de le distinguer d'autres espèces également nommées Panga,.

## Habitats
C’est un poisson migrateur, mais réputé benthopélagique et potamodrome, c’est-à-dire vivant dans de grandes étendues d’eaux profondes des eaux douces et chaudes des zones tropicales (température de 22 à 26 °C, voire jusqu'à 35 °C). Il vit dans une eau dont le pH varie de 6.5 (en saison des pluies) à 7.5 pour une dureté variant de 2 à 29 dH. Ses habitats varient tout au long de l'année. En pleine saison des pluies, il peut être trouvé loin des fleuves dans les zones inondées qu'il quittera pour redescendre vers l'estuaire à la fin de cette saison. Il peut vivre sans impact négatif sur sa croissance jusqu'à une salinité de 13 ppt.
Il possède des branchies bien développées et une vessie natatoire modifiée qui lui permet de capter l'oxygène en surface. En cas d'hypoxie, le poisson complète donc sa respiration aquatique par une respiration aérienne adaptée, lui permettant de survivre en eau faiblement oxygénée.

## Aire de répartition
Il semble endémique du bassin du Mékong et de la rivière Chao Phraya, mais il pourrait peut-être vivre dans d’autres bassins de la région (Vietnam, Cambodge, Thaïlande et Laos…). Il a été introduit en divers endroits pour l’aquaculture dont au moins au Bangladesh, peut-être en Chine, aux Philippines, à Singapour, à Taïwan, avec des impacts écologiques négatifs possibles ou probables à Taïwan et Singapour.

## Description
- Corps d'aspect brillant et irisé chez les subadultes, gris, plus foncé sur le dessus chez l'adulte.
- Il peut atteindre 130 cm dans la nature[10]; pour un poids maximum publié de 44,0 kg en liberté ;
- Nageoires gris foncé ou noires ; nageoire dorsale à 6 rayons ;
- Ligne noire au milieu de la nageoire anale ;
- Bande sombre sur chaque lobe de la nageoire caudale (nageoire rosée chez l'adulte) ;
- Branchies normalement développées, avec branchies de petite taille intercalées entre des branchies plus grandes ;
- Les jeunes sont caractérisés par une bande noire le long de la ligne latérale et une seconde bande noire sous la ligne latérale, les adultes étant uniformément gris[3].

## Écologie
Ce poisson a un cycle de vie encore mal connu dans la nature. C'est une espèce commune dans le Bas-Mékong, où les juvéniles sont piégés pour être élevés dans des cages flottantes. Au milieu du Mékong, il est présent sous la forme de grands individus dont la robe a perdu la couleur sombre qui caractérise les juvéniles et subadultes pour devenir grise.
Comme pour d'autres espèces de l’immense bassin du Mékong, les dates de migration et moindrement de reproduction semblent varier selon les groupes vivant dans diverses zones géographiques (métapopulation avec groupes génétiquement différentiés ?).
Il se reproduit en mai, juin, juillet en Thaïlande et au Laos, et en juin et juillet au Cambodge.
La majeure partie de la population remonte le Mékong en venant d'une zone de croissance encore inconnue vers des zones de frai également inconnues (de mai à juillet) avant de revenir dans les principaux cours d’eau en automne (septembre – décembre).
Au Cambodge, au sud de Don Khone et des chutes de Khone (Khone Falls) il remonte vers les sources d'octobre à février, avec un pic de migration en novembre–décembre. Cette migration est déclenchée par la montée des eaux et semble être une migration de dispersion latérale dans les zones inondées par le Mékong à la fin de la saison des inondations.
La migration vers l’aval a lieu de mai à août de Stoeng Treng à Kandal au Cambodge et plus tard dans le delta du Mékong au Viêt Nam. La présence d'œufs de mars à août vers l’aval montre que cette migration est à la fois nécessaire à la reproduction (frai) et à l’alimentation des adultes.

## Alimentation
Pangasius hypophthalmus est un poisson omnivore qui broute des algues et des plantes mais aussi mange du zooplancton, des insectes, et même des crustacés et des poissons.

## Reproduction
Elle semble mal connue dans la nature et non maîtrisée par l’homme avant 1950. Son taux de reproduction serait assez moyen dans la nature et faible à nul en captivité, avec une population doublant en 4.5 à 14 ans.
Pangasianodon hypophthalmus a été artificiellement reproduit en Thaïlande, dès 1959 selon Lionel Dabbadie, mais le Viêt Nam, longtemps isolé, élevait de jeunes individus capturés. La pisciculture industrielle a vite été limitée par la difficulté de se fournir en alevins et juvéniles (« fingerlings ») uniquement disponibles au Cambodge et au Viêt Nam dans la nature. De plus, le prix des alevins ou juvéniles ne cessait de monter de sorte qu’en 1995, il constituait jusqu'à 52 % du coût total de production de Pangasius bocourti (en cages flottantes).
Une reproduction de Pangasianodon hypophthalmus a été possible au Viêt Nam en 1981, mais non fiablement renouvelable, alors que la Malaisie y arrivait en utilisant les méthodes thaïlandaises. Avant d'en réussir la reproduction, les pisciculteurs vietnamiens songeaient à introduire le Channel catfish américain (Ictalurus punctatus), avec le risque qu'il devienne invasif, élimine d'autres espèces, ou apporte des pathogènes pour les espèces locales. La région insulaire de Hông Ngu, île située au Viêt Nam près de la frontière cambodgienne dans le delta du Mékong, était spécialisée dans l'élevage en nurserie du panga « Ca tra » à partir d'alevins piégés dans le Mékong et élevés en étangs. Elle continue l'élevage de juvéniles, mais issus de fécondation artificielle.
Ce poisson aurait en fait été artificiellement reproduit pour la première fois par Boonbrahm en 1959 en utilisant une technique testée sur un autre panga (Pangasius bocourti) chez lequel une exposition à de l’urine de femme enceinte déclenchait la reproduction, grâce à une hormone,, : l’hCG, qui est commune à de nombreuses espèces. Cette hormone est en Europe fréquemment utilisée par les éleveurs d’ovins, bovins, chevaux pour synchroniser la reproduction au rythme souhaité par l'éleveur, hors saison sexuelle, et ainsi contrôler la fertilité des animaux élevés. Cette hormone traite aussi certains problèmes d’ovulation chez la femme, ainsi que certaines stérilités masculines. Pour provoquer l'ovulation de la femelle de cette espèce, le traitement doit être fractionné avec une phase préliminaire relativement longue. Les ovules qui vieillissent vite doivent être récoltés et fécondés rapidement. Les manipulations se font sur des poissons anesthésiés (phénoxy-2-éthanol).
Ensuite, mais toujours en laboratoire, d'autres équipes l'ont reproduit : Potaros et Sitasit en 1976, puis les équipes d'Hardjamulia en 1981, de Thalathiah en 1988, d'Huy en 1990, de Kiem en 1992, Xuan en 1994, etc. C'est Philippe Cacot et son équipe qui ont appliqué ces techniques à une aquaculture à vocation productive, à partir de l’hormone hCG purifiée à partir d’urine. Au Viêt Nam, les deux espèces ont été reproduites en captivité en 1995 à Can Tho et Chau Doc, dans le cadre d'une coopération scientifique impliquant le CIRAD, l’IRD et trois partenaires vietnamiens : deux universités et une entreprise semi-publique vietnamienne d'aquaculture (Agifish). Près de 300 écloseries ont été rapidement créées au Viêt Nam pour approvisionner les élevages en cages et/ou en étangs, tant pour fournir le marché local que pour l'export,, Au total, 1 500 millions de larves auraient été produites, rien qu'en 2005. Le cout des larves a chuté de 80 à 2-5 dongs pièce, et le coût des fingerlings ne compte plus que pour 15 % environ du coût total de production. Des essais de reproduction ont aussi été faits à la fin des années 1990 sur des hybrides entre ces deux espèces,.

## Production commerciale («pangasiculture»)
Le filet de Pangasianodon hypophthalmus contient en moyenne 82 % d’eau, 15,5 % de protéines et 2 % de lipides. C’est un poisson moins gras que Pangasius bocourti.
Pangasianodon hypophthalmus est devenu l'un des poissons les plus élevés du sud-est asiatique et notamment en Thaïlande, faisant une concurrence sérieuse aux piscicultures nord américaines de poissons-chat.
Dans les années 2000, ce poisson a souvent été vendu sous d’autres noms, souvent confondu avec d’autres espèces dites « poisson-chat ». Il est maintenant interdit aux États-Unis de l’étiqueter « poisson-chat » où il doit être nommé « swai » (nom thaï).
La production a explosé, passant de 50 000 tonnes en 1996 à 400 000 tonnes en 2006, ce qui a été facilité par le régime détritivore/omnivore de ce poisson, qui permet de le nourrir de déchets, à faibles coûts de production et avec des aliments à faible teneur en protéines. Les filets congelés sont donc peu chers (7 à 10 €/kg au détail sur le marché français) ce qui en fait un poisson souvent distribué dans les écoles, cantines, maisons de retraite…
Il a d’abord été massivement orienté vers les États-Unis à la fin du XXe siècle, puis réorienté vers l’Europe et l’Asie en raison des freins et barrières douanières américaines visant à ce que les poissons-chats du Mékong ne concurrencent pas trop le poisson-chat américain. En 2005 environ 110 000 tonnes de filets congelés étaient importées vers l'Amérique, l'Europe et l'Asie.
Le marché et la pangasiculture sont en pleine évolution.
Deux espèces distinctes étaient et sont encore élevées dans le Mékong et à ses environs :
- Pangasius bocourti (autrefois nommé Pangasius pangasius) dit Panga ou « Ca basa » au Viêt Nam, était celui qui était élevé dans des cages flottantes pour l’exportation. Il est exporté essentiellement en filets préparés sur place et congelés (deux usines existaient dans le delta du Mékong en 1995).

La chair blanche de cette espèce est appréciée pour son caractère tendre et fondant induit par son taux élevé de graisse périviscérale (jusqu’à 30 % du poids vif). Certains craignent que ce poisson puisse pour cette raison bioaccumuler certains polluants liposolubles. De plus, cette espèce se reproduit très mal en captivité, et avec une faible fécondité naturelle (5 000 à 7 000 œufs par kg de femelle), uniquement avec un traitement hormonal en captivité. Enfin, ses alevins ont besoin d’une nourriture vivante aux premiers stades. Ceci explique que l’espèce Pangasianodon hypophthalmus, plus facile à élever et plus productive, remplace peu à peu cette dernière.
- Pangasianodon hypophthalmus (autrefois nommé Pangasius sutchi) était autrefois presque exclusivement élevé en étangs extensifs où il se nourrissait d'eaux usées et de divers effluents. Il était essentiellement vendu localement et plutôt à l’état frais, sur les marchés du delta. Ce poisson au ventre moins arrondi que Pangasius bocrouti est caractérisé par une chair jaunâtre et moins tendre, réputée avoir un goût de vase s'il est élevé sur le fond ou dans des étangs fermés, mais sa chair est moins grasse que celle de Pangasius bocourti. Il tend maintenant à remplacer Pangasius bocourti dans les cages, car il a une fécondité dix fois plus élevée (70 000 œufs par kg de femelle) et l'élevage des larves en est facile en étang fertilisé.

Il semble pour ces raisons avoir été presque totalement substitué à Pangasius bocourti. Il constituerait en 2007 plus de 95 % des pangas exportés. Une nourriture contrôlée (sans pigments) et l’élevage des adultes en cage plutôt qu’en étang lui donnent une chair blanche et suppriment le goût de vase qui le caractérise lorsqu’élevé en étang.
Le Viêt Nam en produit en cages flottantes depuis les années 1970. En 1994, ce sont 15 000 tonnes de chaque espèce qui sont élevées, les juvéniles étant nourris avec des fingerlings provenant de la pêche. Vers 1995, on produisait environ 50 000 tonnes de pangas dans le delta du Mékong ; 15 000 à 30 000 tonnes en cages flottantes et 30 000 tonnes en étangs extensifs, essentiellement constitués par les étangs « à latrines », le système d’élevage traditionnel utilisé depuis des siècles dans tout le Sud-Est asiatique (de la Chine jusqu’en Indonésie).
Le Viêt Nam à lui seul aurait produit environ un million de tonnes de poissons de pisciculture en 2005 (toutes espèces et milieux confondus), dont 30 % étaient des Pangasiidae (350 000 tonnes), et de manière de plus en plus contrôlée et industrielle, toujours dans le delta du Mékong (35 000 km²) dans le sud du pays. En 2016, 85 % de l'offre en pangasius hypophthalmus venait du Vietnam, 1er exportateur mondial.
Jérôme Lazard estime que la production exportée de Pangasius était d’environ 300 000 tonnes en 2005, exclusivement sous forme de filets congelés produits dans douze usines du sud-est asiatique. Ces poissons sont aujourd’hui élevés avec des déchets animaux industriellement préparés et 20 % environ d’aliments industriel d’origine végétale, pour un coût estimé entre 0,6 et 0,7 $/kg en moyenne.
220 000 tonnes de sous-produits (carcasses) sont utilisées pour la production de plats cuisinés, l'extraction d’huile de poisson et la production de farine de poisson.
Dans les années 2010 à 2020, le panga vietnamien (pangasius hypophthalmus) a fait l'objet d'une campagne de dénigrement aux États-Unis, à l'initiative des pisciculteurs américains,. Ces informations mensongères ont aussi été répandues sur internet en langue française.

## Exploitation commerciale
Depuis le milieu des années 2000, le filet de Pangasianodonus hypophthalmus (80 cm en moyenne

) rencontre un vif succès sur les étals des poissonniers et dans les hypermarchés, notamment du fait de son prix compétitif, mais aussi grâce à ses filets blancs sans arêtes et au goût peu prononcé de sa chair, ce qui en fait un poisson bien adapté aux goûts de la clientèle occidentale. Avec la perche du Nil, ce poisson est parmi ceux dont le prix d'achat est le plus abordable pour le consommateur.
Les Vietnamiens ont littéralement « lancé » cette nouvelle variété de poisson sur le marché mondial dans les années 1996-1997. Supportant une densité d'élevage record grâce au développement d'une respiration aérienne, et grandissant très vite, toute une industrie est née dans les dix dernières années grâce à ce poisson.
S'il n’est pas élevé pour être commercialisé, le panga peut vivre jusqu'à vingt ans. Dans la nature, le poisson se reproduit une à deux fois par an et produit 2 000 œufs par ponte, alors qu’avec une ovulation artificielle, il peut atteindre 500 000 Alevins par ponte[réf. nécessaire]. L'ovulation artificielle se fait entre autres par l'utilisation d'hormones hCG. Le lieu d’élevage est composé de plusieurs bassins d’une taille de 500 m2, et de 2,5 à 3 m de profondeur. Pour l’approvisionnement de l’étang, un barrage est installé pour gérer le débit d’eau. Comme l'homme ou le cochon, le panga est omnivore. Il est nourri avec des aliments à base de farines de poissons (issus de coproduit ou de poissons minotier), de petites crevettes, de farines de soja, de blé, ou de haricots.
Le panga est élevé à 90 % en étang, pendant une durée de 5 à 8 mois, dans une eau à une température de 28−32 °C.
À la fin de cette étape, le panga atteint un poids compris entre 900 grammes et 1,5 kg. Le poisson est ensuite transporté chez un industriel non loin de la zone de pêche pour y être découpé et congelé (transformation). Cette congélation est nécessaire, au vu de la durée du transport vers les pays occidentaux, et permet que le produit ne subisse pas d'altération. Il est ensuite emballé puis stocké, et enfin acheminé par bateau ou par avion jusqu’aux lieux de commercialisation.
Certains documents officiels sont nécessaires pour le transport du panga :
- la liste de colisage,
- le certificat de santé (publié par le ministère de la pêche au Vietnam NAFIQUAVED),
- le certificat d’origine (publié par la Chambre de commerce et d'industrie du Vietnam VCCI).

Arrivé à destination, le produit est décongelé pour ensuite être vendu aux grossistes, aux centrales d’achats, etc.
Du premier jour de pêche du poisson jusqu'à son arrivée chez le client, il y a un délai de 15 jours, qui correspond à :
- Le premier jour, le poisson est pêché ;
- Le deuxième jour le poisson est transformé dans l’usine ;
- Il faut ensuite 3 jours pour produire les spécifications relatives au produit, puis 7 jours pour le certificat de santé et encore 3 jours pour l’exportation des documents.

## Limites et sécurité sanitaires
Les aspects sanitaires sont discutés : en particulier à cause du risque de présence de contaminants dans la chair des poissons, et de l’utilisation peu transparente d’antibiotiques (légaux ou non du point de vue de la FAO ou de la réglementation des États-Unis ou de l’Union européenne) dans les élevages. Une antibiorésistance a été détectée chez la flore bactérienne des poissons . L’achat de médicaments vétérinaires serait d’ailleurs devenu le troisième poste des coûts de production (> 5 %).
La production intensive et concentrée d'animaux génétiquement peu diversifiés accroit le risque de pathologies transmissibles et antibiorésistantes, ainsi que les impacts en matière de pollution par les rejets aquacoles, ainsi que les impacts indirects en amont, notamment pour la production des farines alimentaires.
Le panga est notamment sensible à la bactérie Edwardsiella tarda.

## En aquarium
Les juvéniles sont vendus par les marchands de poissons pour l’aquariophilie.
En raison de sa taille et de sa vitesse de croissance, il n’est pas recommandé, sauf dans de très grands aquariums, en groupe de 5 individus ou plus pour les jeunes. C’est par ailleurs un poisson qui prend facilement peur et peut se blesser sur les parois ou éléments de décor quand il cherche à fuir (il est réputé avoir une mauvaise vue et vit effectivement dans une eau généralement turbide, mais un bon odorat). Il est peu facile à élever en aquarium (dans la nature, c’est un migrateur qui exploite de vastes volumes d’eau et sort des fleuves pour se nourrir dans les zones inondées). Une variété albinos existe
La ressemblance avec un squale à l'état juvénile le rend attrayant pour les aquariophiles débutants qui ne connaissent pas ses dimensions une fois adulte. Comme tous les poissons d'eau douce qui s'adaptent aux dimensions de l'aquarium, il sera atteint de nanisme.